# صعراء
منطقة صعراء، هي إحدى مناطق  ولاية البريمي في سلطنة عُمان. تبلغ مساحتها الكلية حوالي 9 كم²، وعدد سكانها يربو على 10000 نسمة، وتنقسم منطقة صعراء إلى قسمين صعراء القديمة وصعراء الجديدة، حيث تقع صعراء الجديدة جنوب صعراء القديمة. وتضم منطقة صعراء أحياء عدة وواحة تسمى واحة صعراء تستحوذ على بقعة كبيرة من أراضي المنطقة، وكانت تصل إلى صعراء والبريمي الوفود المختلفة من داخل عمان ومن الإمارات القريبة منها لقضاء فصل الصيف فيها، أو للبيع والشراء. فكان سوقها العامر كانت مختلف القبائل تعيش في سلامٍ ووئام مثل قبائل النعيم وآل بوشامس والجوابر وغيرهم من من القبائل الأخرى التي تحتضنها، وبالإضافة إلى هذه الحياة الاقتصادية العامرة، كانت أيضاً الحياة الاجتماعية زاخرة فيها، فقد كان فيها الشعراء ورجال الدين والقضاء من مختلف المناطق يتجمعون فيها وينطلقون منها إلى مختلف البقاع.

## محاولات إعادة فلج صعراء
انقطع جريان الفلج الذي دام لمدة 15 عامًا بسبب الجفاف الذي أصاب المنطقة وما تبعه من انهيارات في مجرى الفلج وهو أحد الأفلاج الداوودية التي تغذي مناطق عدة. وفي عام 2017 تضافرت جهود أهالي ولاية البريمي لإعادة صيانة فلج صعراء. ونتج عن الجهود 
التي بذلها الأهالي عودة  مياه الفلج إلى الجريان ولكن بمستويات منخفضة وغير كافية لتغطية الواحة بأكملها.

## المرجع
1. ↑  الدكتور راشد احمد المزروعي (2018). توحات الدهر للشاعر عبدالله بن عمير الشامسي. دار التراث الشعبي شعراء من الإمارات.{{استشهاد بكتاب}}:  صيانة الاستشهاد: التاريخ والسنة (link)
2. ↑  تضافر الجهود لإعادة الحياة إلى فلج صعراء بالبريمي جريدة عُمان، اطلع عليه بتاريخ، 31 أغسطس 2017 نسخة محفوظة 09 سبتمبر 2017 على موقع واي باك مشين.
3. ↑  عودة فلج صعراء بالبريمي ووصوله إلى ثقاب الشريعة وسط تعالي تكبيرات الأهالي جريدة الوطن العُمانية، اطلع عليه بتاريخ، 31 أغسطس 2017 نسخة محفوظة 18 يوليو 2017 على موقع واي باك مشين.